# Un mundo separado por el mismo Dios
Un mundo separado por el mismo Dios es el título del primer trabajo en solitario del músico y compositor Nacho Cano  publicado en 1994. Se trata de un álbum instrumental ambicioso de tipo conceptual, cercano a la world music y al rock sinfónico y progresivo, alejado del formato tecnopop de su etapa anterior. Recibió una buena acogida por parte del público y crítica si bien el carácter tan diferenciado y excepcional del proyecto respecto a su etapa en Mecano así como su concepto artístico, generaron opiniones encontradas en prensa durante su lanzamiento.
Tras la última gira internacional con el que fue su grupo en 1992, Nacho Cano se retiraba de los focos al igual que sus compañeros estableciéndose en Nueva York con su entonces pareja Penélope Cruz,  y dando rienda suelta a lo que sería su futuro primer álbum en solitario, trabajo deseado desde tiempo atrás, donde ya había dejado constancia en diversos trabajos para televisión o para algunos discos con Mecano de su habilidad para este formato de música: «Hasta ahora la gente conocía sólo la faceta de las canciones. Todas esas elucubraciones mentales, mi relación con la música a un nivel más etéreo, más instrumental, más ambiental, no lo podía desarrollar más que en cosas muy dispersas. Lo que tengo ahora es que he abierto una vía en la que yo puedo condensar una serie de cosas que antes no podía(...). Es algo que tenía que sacar de dentro, y cuando lo hice, yo mismo me preguntaba qué era eso que había salido.»
En el periodo entre 1992 y 1994, se iría gestando el planteamiento del futuro trabajo musical, mientras se dedica a reordenar parte de su forma de vida, según explicó posteriormente y que dejaría su inpronta en el resultado final.
A medida que crece el proyecto, firma con Virgin España un gran contrato. 
Dicha compañía discográfica perteneciente a la multinacional EMI por entonces apostó por este trabajo debido a la familiaridad del sello en este tipo de trabajos.
El álbum, siendo un trabajo instrumental tuvo buenas ventas, si bien su compañía discográfica no quedó satisfecha económicamente teniendo en cuenta el alto coste de su fichaje y promoción, y este hecho condicionó el que su siguiente trabajo con Virgin fuese un disco de canciones pop vocales (donde incluiría también piezas instrumentales).
La presentación en directo del disco se realizó el 16 de noviembre de 1995 y fue grabado  para ser emitido poco más de un mes después en TVE.
Del conjunto de su trayectoria discográfica en solitario, este álbum, es valorado y recordado dentro del ámbito de la música especializada como su mejor grabación de estudio.
En el apartado de producción musical, destaca el novedoso protagonismo en su música, de las guitarras eléctrica y española junto a la batería acústica y una infinidad de recursos sonoros, mostrando la evolución de Nacho en el detallista uso de los sintetizadores y el acompañamiento de orquesta de cuerda, junto a una notable complejidad de arreglos,todo ello amalgamado gracias a las últimas tecnologías y las nuevas técnicas de sonido y grabación.

## Grabación
El álbum fue ideado y compuesto por Nacho Cano durante octubre de 1992 tras el final de la última gira con Mecano hasta mayo de 1994 y el proceso de grabación y mezclas fue realizado a lo largo del verano de 1994 entre Londres, Madrid y Ámsterdam. 
Además del propio Nacho Cano, que se ocupó de la programación de ordenadores, algunas guitarras, piano, sintetizadores y programación de percusiones, participaron como músicos Vicente Amigo (guitarra española, voz y palmas); Ángel Celada (batería acústica); Tony Carmona (guitarra eléctrica); Ross Traut (guitarra de 12 cuerdas); el músico Gavyn Wright con su grupo de cuerda y Alan Feinberg y Jason Hart con pianos adicionales. 
En el acompañamiento vocal por su parte participaron la cantante madrileña Mercedes Ferrer, Chonchi Heredia, Alicia Alemán, Katrice Barnés, Valerie Wilson y Mari Lee Kortes, la escolanía del colegio de la Sagrada Familia dirigido por César Sánchez López y el asesoramiento del Imán Director del Islamic Cultural Center Of New York, Doctor Muhammad Salem Agwa (PH.D).
Los arreglos de cuerda fueron realizados por Peter Hope y Nacho Cano, con Jason Hart como asistente, mientras que la dirección orquestal corrió a cargo de Peter Hope.
La grabación de cuerda se efectuó en los estudios CTS de London con el ingeniero Crhis Dibble y el álbum fue masterizado por el ingeniero y productor Jesús N. Gómez en CD Master. También participaron José Carlos Parada (asistente de ordenadores y búsqueda de sonidos); Bred Arder (técnico en Nueva York); Gugu Martínez (montaje de estudio, técnico de grabación y supervisión técnica); Steve McMillan (mezcla de los temas 1, 2, 4, 5, 6 y 8); Luis Fernández Soria (mezclas en los temas 2, 3, 7, 8 y 9). De la producción ejecutiva se encargaron Ruggieri Music (Nueva York) y Mamen Lobo. 
Este álbum tiene entre sus peculiaridades el hecho de que se publicó con dos portadas diferentes y dos ediciones en cuanto a número de temas. En España la primera edición de 1994 fue de 13 temas y se publicó tanto en vinilo como en disco compacto. Pronto aparecería una edición de 14 temas en CD, cuya pista añadida (Un mundo separado por el mismo Dios- radio edit) fue uno de los sencillos con vídeo propio, mientras que en las ediciones europeas y americanas de 1994 se publicaron sólo en compact disc y con los 14 temas.
Respecto a las portadas, la  edición publicada en España consiste en una fotografía editada en forma de close-up, realizado en alto contraste del rostro de Nacho Cano y en diagonal con los ojos mirando a cámara y superpuesta hay una segunda fotografía que muestra la silueta de Nacho corriendo alrededor de una gran hoguera a modo de fusión fotográfica. Una de las tomas para el fotomontaje de esta portada fue realizada por Penélope Cruz, según aparece acreditada.

La segunda portada, que finalmente fue la utilizada en las ediciones internacionales en EE. UU., Reino Unido, México, Perú y Latinoamérica en general así como en Francia, Alemania e Italia, consiste en un detalle de una foto a medio busto de Nacho Cano vestido con un traje de gala de cadete en color negro con grandes botones a los lados y con una pequeña cruz roja en el cuello del traje.
En esta foto, el rostro de Nacho aparece bien iluminado, con la mirada entornada hacia abajo y parte del cabello cubriendo el rostro.
La fotoportada de la edición internacional está realizada por el fotógrafo Javier Salas. Las imágenes del libreto que acompañaba el álbum están realizadas por Sol Sagarminaga y Pascual Gorriz Marcos.
Otra particularidad está en su cuadernillo interior, el cual además de la sugerente cantidad de fotografías realizadas para cada una de las composiciones temáticas, incluyen en varias de ellas, comentarios de Nacho, citas de Buda, relatos sobre los vedas, explicaciones en forma de fábula sobre lo que intenta expresar la música y dedicatorias específicas de algunos temas.

## Contenido
En el álbum se entremezclan  sonidos ambientales con los instrumentos que complementan el sentido de la composición.
La grabación del tema El patio, que fue el primer sencillo y que abre el disco es una pieza de naturaleza instrumental, con guitarras españolas y sintetizadores en el cual se intercalan algunas secciones vocales basadas en la letra de la canción popular "Al pasar la barca", interpretadas por la voz de Mercedes Ferrer y una niña, sobrina de Nacho. Acompañan en voces flamencas las hermanas Heredia.
Tuvo una edición como sencillo promocional con una remezcla de voces, nuevas guitarras y bases programadas de percusión, al que subtituló «trance-mix».
En El profesor de danza, el cual fue el segundo sencillo promocional, junto a las guitarras eléctricas y percusiones se escuchan durante toda su duración sonido ambiental de pasos de danza y voces que marcan el tempo de la composición, grabadas en una clase de ballet real en la Compañía del Centro Artístico Alcobendas y en el centro Alvin Alley.
El tema que da título al álbum, Un mundo separado por el mismo Dios, con un llamativo diseño de sonido, presenta alternativamente voces de árabes grabadas en Nefta (Túnez); fieles cristianos durante la visita del Papa a Sevilla; los coros del Colegio Nuestra Señora del Recuerdo y de La Sagrada Familia, dirigido por César Sánchez López; el coro judío The Park Avenue Synagogue Religious School dirigido por Jason Van Leeuwen; en el clímax de esta composición irrumpe la voz de archivo de Hitler y los nazis  y a O. V. Ranganathan y Kailasanathan. Contiene también un fragmento interpretado  a coro de la «Hatikva» que es el himno de Israel.
La versión subtitulada «Final», que solo está presente en una de las dos ediciones del disco y que fue también utilizado en su promoción e incluso tuvo un videoclip propio
rodado en parte en Jerusalén, además de ser más corta contiene una variación de arreglos  orquestales notable junto a las voces de niños judíos y voces femeninas adultas cantando una  plegaria en hebreo e inglés simultáneamente.
Hubo una versión enteramente instrumental y sin voces, denominada "Orquestal" que solo apareció como parte de un sencillo en CD promocional. 
El waltz de los locos, tercer tema del álbum escogido como sencillo, es un vals orquestal y de sintetizadores y piano, donde se entrelazan las voces, diálogos y gritos de pacientes de un sanatorio mental, el Hogar Don Orione en Madrid.
Tuvo como concepto la frase «nadie sobra en esta orquesta».
Junto a éstos temas, está El dolor del agua, séptimo track del disco, con pianos, guitarra acústicas  orquestación y baterías que entremezcla en el desarrollo de su melodía, efectos que representan el crujir de barcos en el mar, sonidos que representan ballenas y arpones de caza.
La pieza titulada Vaikuntha, incluye en la primera parte de la composición, cantos védicos en las cuales se va narrando la creación del universo. Fue interpretado por los monjes brahmanes del Templo de Ganesh de Queens (New York).
En la última mitad del tema, aparecen la intérprete Mercedes Ferrer de nuevo, poniendo voz a un canto cuyo origen es un mantra del visnuísmo y  de los "hare krisna", conocido como el Maha Mantra, formado por 16 palabras sagradas. 
Las otras piezas que conforman el álbum son, esencialmente, instrumentales más sencillos donde dominan las guitarras flamencas y las orquesta como es el caso «El país de los cementos» o «El piano,el violin y la guitarra».
Destaca por otra parte, en la segunda mitad del álbum, el tema denominado La batalla, la pieza más larga del disco con una duración de casi doce minutos, la cual se va desarrollando entre guitarras eléctricas, percusiones, sintetizadores y acompañamientos de coros. Va recogiendo adicionalmente algunos breves elementos musicales alusivos y referencias a varias de las demás composiciones del disco.

## Temas
1. El patio - 4:53
(voz de niña: Macarena / segunda voz: Mercedes Ferrer / coros: Mercedes Ferrer, Conchi Heredia, Alicia Alemán, Katrice Barnés, Valerie Wilson y Mari Lee Cortés)
2. El profesor de danza - 4:04
(sonido en vivo de clase de ballet: Compañía del Centro Artístico Alcobendas; Profesores: Alexander Proia y Alexis Moreau)
3. El waltz de los locos - 4:23
(grabación del sonido en directo de: Pacientes del Hogar Don Orione)
4. El país de los cementos - 3:12
5. El patio (versión piano) - 0:54
6. Un mundo separado por el mismo Dios - 5:48
(Sonidos varios de: Árabes, grabación en Nefta [Túnez]; Cristianos, visita del Papa a Sevilla; Coro del Colegio Ntra. Sra. del Recuerdo; Judíos, Coro The Park Avenue Synagogue Religious School dirigido por Jason Van Leeuwn; Hitler y nazis, grabaciones de archivo; Hindús, O.V. Raganathan y Kailasanathan)
7. El dolor del agua - 3:11
(sonido de ambientación: Cantos de ballenas)
8. El piano, el violín y la guitarra - 4:03
9. El profesor de danza (versión) (sic) - 0:32
10. La batalla - 11:56
(voces de acompañamiento y ambientación: Mercedes Ferrer, Bob Liu Shi y Hu Xin)
11. Vaikuntha - 3:10
(Cantos védicos: Monjes brahmanes del Templo de Ganesh en Queens, Nueva York)
12. La batalla (versión piano) - 1:18
13. La batalla (versión orquesta) - 1:10
14. Un mundo separado por el mismo Dios (versión final o radio edit) - 3:30

Nota: el track #14 sólo viene incluido en la edición Compact Disc de "1994. Trident B.V."; pero en otra edición de "1994. Virgin Records" no se incluye.

## Otras ediciones y versiones
El diseño y el folleto del álbum original en español, se ha lanzado en diferentes idiomas A World Split By The Same God en inglés, Eine Welt Von Einem Gott Geteilt en alemán y Un Monde Séparé Par Le Même Dieu en francés.

## Sencillos y Maxisencillos
- El patio 4:53 / El Patio (versión dance-mix) 3:57 (Maxisencillo promocional en vinilo) 1994
- El patio (sencillo en CD promocional) 1994
- El patio 4:53 / El patio (versión piano) 0:54 (sencillo en CD) 1994
- The patio 4:53 /  The patio (dance-mix) 3:57 / The patio (piano) 1:27 (Maxi single en CD para Europa).
- El profesor de danza (sencillo en CD)
- Un mundo separado por el mismo Dios (versión radio-edit) 3:30 (sencillo en CD promocional 1 pista)
- Un mundo separado por el mismo Dios (versión radio-edit) 3:30 / Un mundo separado por el mismo Dios (versión orquestal) 2:53 (sencillo en CD 2 pistas)
- El waltz de los locos (sencillo en CD promocional)
- El país de los cementos (sencillo en CD promocional)

## Gira
Este disco se acompañó de la primera gira en los escenarios del músico madrileño en lo que fue su primera gira en solitario, durante los años 1995 y 1996. Este tour, se componía de los siguientes miembros:
1. Nacho Cano: Guitarras, teclados, percusiones y voz
2. Ángel Celada: Batería
3. Jason Hart: Piano y teclados
4. Alicia Alemán: Voz, violonchelo y teclados
5. Olga Alemán*: Voz y viola
6. Luis Miguel Navalón: Bajo
7. Loren Rudow: Teclados
8. José Antonio Guerra*: Teclados
9. Mercedes Pedroche: Bailarina y percusión
10. Susana Casanove: Bailarina y percusión

(*: Segunda etapa)
El planteamiento del directo consistió en un espectáculo muy visual con elementos de coreografía y teatro, donde Nacho Cano combinaba la ejecución musical tanto en su set de teclados, como con varias guitarras con las que se movía ampliamente por el escenario, combinando coreografías.